# 12526 de Coninck
A 12526 de Coninck (ideiglenes jelöléssel 1998 HZ147) a Naprendszer kisbolygóövében található aszteroida. Eric Walter Elst fedezte fel 1998. április 25-én.
Nevét Herman de Coninck (1944 – 1997) flamand író után kapta.